# Демаєн Келлі
Демаєн Келлі (англ. Damaen Kelly; 3 квітня 1973, Белфаст) — ірландський професійний боксер, призер чемпіонатів світу та Європи серед аматорів, чемпіон світу за версією IBO (2000—2001) в найлегшій вазі і (2004) в другій найлегшій вазі.

## Аматорська кар'єра
Демаєн Келлі народився в Північній Ірландії, але виступав за збірну Ірландії.
На чемпіонаті світу 1993 Келлі здобув три перемоги, а в півфіналі програв Вальдемару Фонту (Куба) — KO 1.
На чемпіонаті Європи 1993 програв в першому бою Альберту Пакеєву.
На чемпіонаті світу 1995 переміг в першому бою і програв в другому.
На чемпіонаті Європи 1996 завоював бронзову медаль, програвши в півфіналі Альберту Пакеєву.
На Олімпійських іграх 1996 після перемог над Юліяном Строговим (Болгарія) — 12-11 і Хусейном Хусейном (Австралія) — 27-20 програв в чвертьфіналі Булату Жумаділову (Казахстан) — 6-13.

## Професіональна кар'єра
Після Олімпіади 1996 Келлі розпочав професіональну кар'єру, в якій з 26 його боїв 13 були титульними.
12 грудня 1998 року виграв титул чемпіона Співдружності в найлегшій вазі.
13 березня 1999 року додав титул чемпіона Великої Британії (BBBofC), та в наступному бою 22 травня 1999 року зазнав першої поразки, втративши титули.
16 жовтня 1999 року виграв титул інтернаціонального чемпіона WBC в другій найлегшій вазі.
12 лютого 2000 року виграв титул чемпіона Європи за версією EBU в найлегшій вазі. Провів один успішний захист звання чемпіона Європи.
30 вересня 2000 року завоював звання чемпіона за версією IBO в найлегшій вазі. Провів один успішний захист титулу.
21 травня 2002 року завоював звання чемпіона за версією World Boxing Federation.
27 вересня 2003 року Келлі вийшов на бій проти непереможного чемпіона світу за версією IBF в найлегшій вазі колумбійця Ірена Пачеко (29-0, 22KO) і зазнав поразки технічним нокаутом.
Демаєн Келлі перейшов до другої найлегшої ваги і 17 грудня 2004 року вдруге завоював звання чемпіона за версією IBO.
2006 року Келлі кинув виклик чемпіону Європи за версією EBU в легшій вазі італійцю Сімоне Малудротту. Келлі прагнув стати першим ірландем, що став чемпіоном Європи в легшій вазі, і першим ірландцем, що став чемпіоном Європи в двох вагових категоріях. Однак 21 квітня 2006 року Келлі зазнав спірної поразки за очками, хоча рішення суддів було одностайним. 25 листопада 2006 року відбувся другий бій Демаєн Келлі — Сімоне Малудротту, і цього разу італієць завдав поразки ірландцю технічним нокаутом в третьому раунді, після чого Келлі вирішив завершити виступи.